# St. Martin bei Lofer
St. Martin bei Lofer is een gemeente in de Oostenrijkse deelstaat Salzburger Land, en maakt deel uit van het district Zell am See.
Sankt Martin bei Lofer telt 1152 inwoners.

## Bezienswaardigheden
- Vorderkaserklamm, kloof
- Lamprechtshöhle, kalksteengrot

Bramberg am Wildkogel ·
Bruck an der Großglocknerstraße ·
Dienten ·
Fusch an der Großglocknerstraße ·
Hollersbach im Pinzgau ·
Kaprun ·
Krimml ·
Lend ·
Leogang ·
Lofer ·
Maishofen ·
Maria Alm ·
Mittersill ·
Neukirchen am Großvenediger ·
Niedernsill ·
Piesendorf ·
Rauris ·
Saalbach-Hinterglemm ·
Saalfelden ·
St. Martin bei Lofer ·
Stuhlfelden ·
Taxenbach ·
Unken ·
Uttendorf ·
Viehhofen ·
Wald im Pinzgau ·
Weißbach bei Lofer ·
Zell am See
- Gemeinsame Normdatei: 4051611-8
- Virtual International Authority File: 248527095